# Elvy

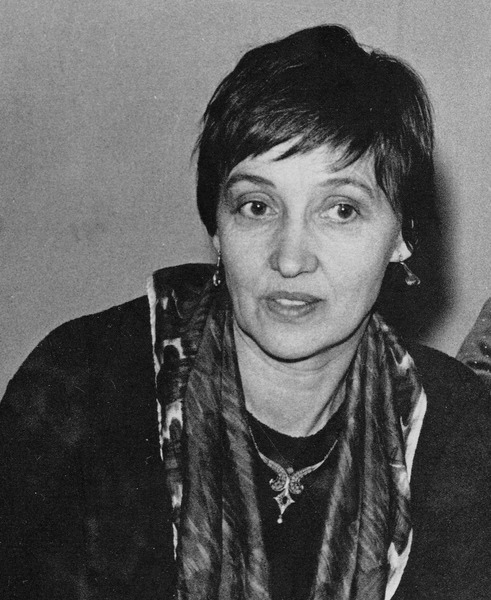
Elvi Sinervo cirka 1960.

Elvy eller Elvi är en kortform av Elvira, ett spanskt namn med arabiskt ursprung som betyder vit. Namnet har förekommit i Sverige sedan slutet av 1800-talet .
Den 31 december 2014 fanns det totalt 5 317 kvinnor folkbokförda i Sverige med namnet Elvy eller Elvi, varav 3 005 bar det som tilltalsnamn.
Namnsdag: saknas i Sverige (1986-2000: 10 maj). I den finlandssvenska namnsdagslängden har Elvi namnsdag 27 juni sedan starten 1929, då en egen namnsdagskalender togs i bruk för finlandssvenskar, tillsammans med Elvira.

## Personer med namnet Elvy eller Elvi
- Elvy Ahlbeck, svensk författare
- Elvy Bengtsson, svensk revyartist
- Elvy Olsson, svensk politiker och fd minister (c)
- Elvi Sinervo, finländsk författare
- Elvy Söderström, svensk politiker (s)